# 薑檸樂 (網絡名人)
薑檸樂（英語：GingerLemonCola），本名蕭慶峰（英語：Sio Hing Fung，1988年11月25日—），香港網絡名人、填詞人、YouTuber。

## 經歷
薑檸樂在觀塘瑪利諾書院完成中一至中五課程，會考後於香港專業教育學院（IVE）完成工商管理課程後從事过會計文員工作，在之後的失業賦閒期间尝试將個人生活片段上載至YouTube。
電影《救殭清道夫》主題曲《長相廝守》的填詞人之一。

## 填詞作品

### 2013年
- 隨街也是網絡人 （與窮飛龍合填）

### 2015年
- 邊個知道（ToNick）（與恆仔@ToNick合填）

### 2017年
- 春節大禁忌（ToNick）（與恆仔@ToNick合填）
- 長相廝守（ToNick）（與梁柏堅合填）
- 回憶備份（ToNick）（與恆仔@ToNick合  填）
- Let's Goal（ToNick）（與恆仔  @ToNick、果凍CG合填）
- 不停站（ToNick）（與ToNick合填）

### 2018年
- 小明少少明（ToNick）（與恆仔@ToNick、曰云合填）
- 盟誓（趙善恆、譚杏藍）
- 為你寫故事（羅凱鈴）
- 光影約誓（譚詠麟）（與簡嘉明合填）

### 2019年
- 很想跳吧（ToNick）（與恆仔@ToNick合填）
- 不醉（Dr. Jen）
- 求不得（歐國成）（與梁栢堅、陳耀森合填）
- 傻子（羅凱鈴）
- 愛別離（黃穎欣）（與梁栢堅、陳耀森合填）
- 怨憎會（符家浚）（與梁栢堅、陳耀森合填）
- 人魂道（ToNick）
- 寄生症候群（安俊豪）
- 經不起變化（羅凱鈴）（與MissHunny合填）

### 2020年
- 大嘥鬼（何弘軒 feat. 小明星練習生）
- 貼心後援（陳浩）
- 去吧孩子（譚杏藍）
- 一個毒男的自白（符家浚）
- FKT-150920（符家浚）（與符家浚合填）
- 甜歌（符家浚）
- 孤島（Dr. Jen）
- 一口氣（ToNick）（與恆仔@ToNick合填）
- 遠在眼前（馮允謙）

### 2021年
- 一進不退（ToNick）
- 今晚我主場（Dr. Jen）
- RYS（Dr. Jen）
- 花型人格（譚杏藍）
- 焰紅（霍嘉恩）（與李沛希合填）（開電視《信樂的喜美子》主題曲）
- ALWAYS BY MY SIDE（馮允謙/HAZEL AOTA）（恒生銀行 DIGITAL BANKING 廣告歌）

### 2022年
- 習慣之後（符家浚）
- 樹目（譚杏藍）
- You & Me（梁詠琪，《反起跑線聯盟》主題曲）
- 大致天晴．間中有雨（趙頌茹）
- 離花（歐國成）
- Christmas Gift（泰妹，試當真試音片）

### 2023年
- 情侶鬧交事件簿（SADJAY）
- 盡頭的房間（胡樂彤）
- 只想繼續唱著未唱的歌（SADJAY）
- 分手後的自癒療程（JW）
- 完璧（羅毓儀）
- 驚魂曲（徐嘉蔚）
- Who we are（Shimica ft.Howard）
- 在最好的時間做最好的你（馮允謙）

### 2024年
- 甜心老爹（J.Arie）
- I am All Alone（黃淑蔓）
- 透光者（炎明熹）
- 心魔（鄭秀文）
- 日落時（羅毓儀）
- 煙草（譚杏藍）
- 跑吧，小丑（吳保錡）
- 當兵的自我修養（J.Arie）
- 一世無休計劃（ToNick）
- 沉人啟示 난파선의남자（JFYT）（與金秀廷合填）
- 膽量鍛鍊之旅（馮允謙）

### 2025年
- 夜幕下告別（Kayan9896）
- 我不是天賦（iao）
- 還未分享的歌單（羅啟豪）
- 諗乜諗（姜穎芝）（與姜穎芝合填）
- 情緒價值補給員（梁釗峰）（與梁釗峰合填）
- 小慾望（SADJAY）

## 獎項

### 2018年
- 2017年度叱咤樂壇流行榜頒獎典禮 - 叱咤樂壇我最喜愛的歌曲大獎 填詞人

## 綜藝節目
- 2015年：網絡挑機（無綫電視）嘉賓
- 2017年：KO KOL  （ViuTV）嘉賓

## 資料來源
1. ↑  . 蘋果日報. 2012-10-13  [2018-01-02]. （原始内容存档于2016-03-04）.
2. ↑  .   [2018-09-08]. （原始内容存档于2018-09-09）.
3. ↑  . 香港01.   [2018-02-20]. （原始内容存档于2016-06-10）.
4. 1 2  .   [2018-02-20]. （原始内容存档于2018-02-21）.

## 外部連結
- 薑檸樂的Facebook專頁
- YouTube上的gingerlemoncola頻道
- 薑檸樂的Instagram帳戶